# Vanguard TV3

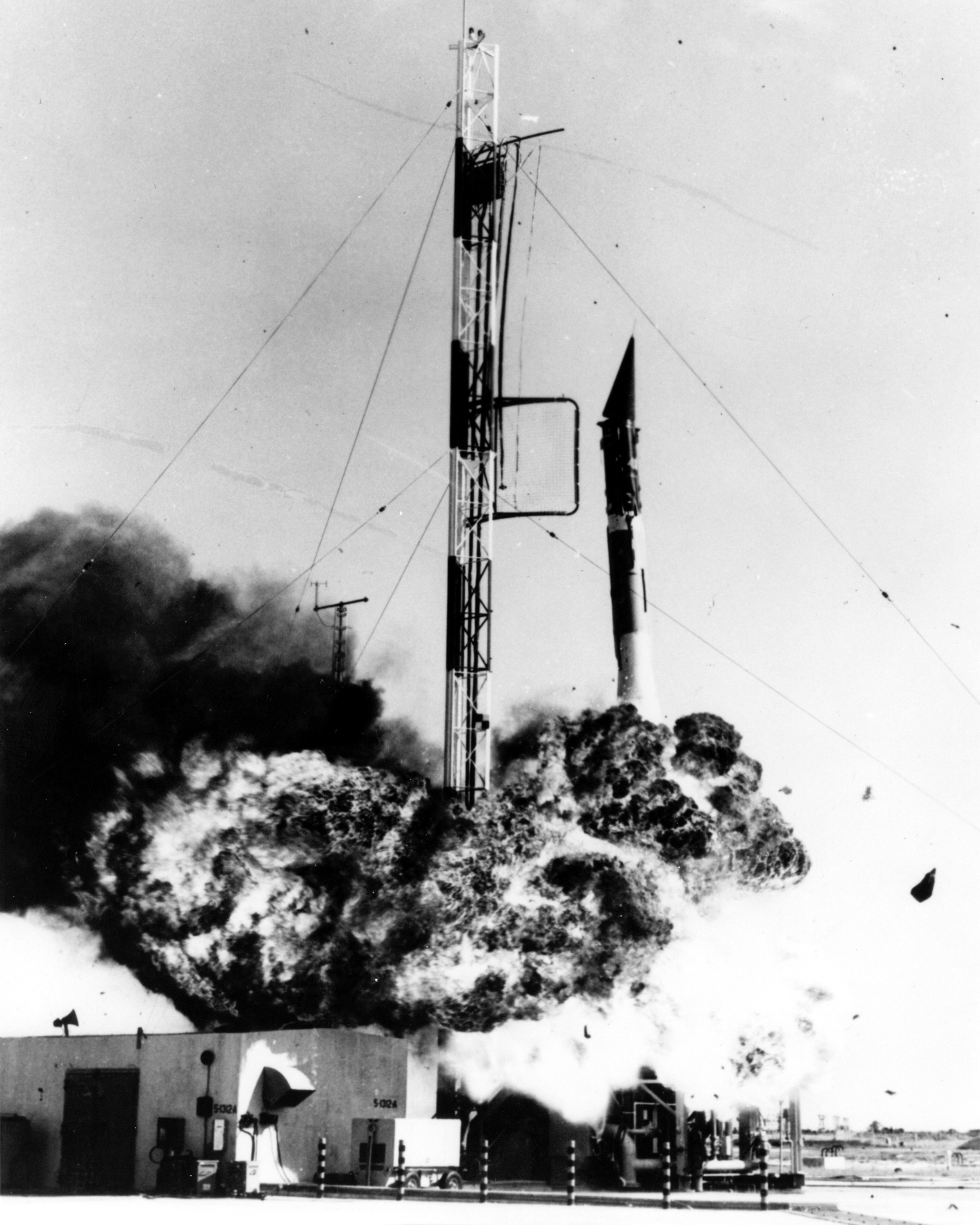
Eksplozja rakiety TV3

Vanguard TV3 – niedoszły pierwszy amerykański sztuczny satelita Ziemi. Był on podobny do satelity Vanguard 1 wystrzelonego w 1958. Miał być wykorzystany do orbitalnego testu 3-stopniowej rakiety Vanguard, a potem do testów wyposażenia na orbicie okołoziemskiej. Były również plany wykorzystania satelity do prowadzenia obserwacji geodezyjnych z orbity. Miał być amerykańską odpowiedzią na Sputnika.

## Misja
Aluminiową kulę wielkości grapefruita wyprodukowano w Naval Research Laboratory w Waszyngtonie (specjalne superczyste laboratorium, gdzie ją wykonano, nazywano „Salą Balową”). W jej wnętrzu umieszczono baterie, ogniwa słoneczne i dwa nadajniki radiowe. Trójczłonowa rakieta TV-3 początkowo zgodnie z nazwą była przeznaczona właśnie do celów testowych, lecz pod naciskiem wydarzeń bieżących „test” został przyspieszony o kilka miesięcy i przekształcony w faktyczną próbę wystrzelenia satelity.
Rakieta Vanguard nie była dotychczas sprawdzona w locie (jako wieloczłonowa). Pierwszy test dotyczył w istocie jednoczłonowego Vikinga ze stożkowym dziobem, w drugim rakieta miała tylko dwa człony. W trzecim udanym teście wypróbowano jedynie jednostkę napędową pierwszego członu. Nikt z pracowników programu nie miał pojęcia, jak przebiegnie lot Vanguarda ze wszystkimi trzema członami. Kiedy rakietę Vanguard dostarczono w połowie października 1957 roku na Cap Canaveral, znaleziono pęknięcie w jednym z silników. Po wymianie silnika, w listopadzie rakieta określona jako Test Vehicle-3 została przetransportowana na odległą o ponad siedem kilometrów platformę startową 18-A w Missile Row, gdzie umieszczono ładunek. Kierownictwo misji nie było pewne powodzenia przedsięwzięcia.
Długo oczekiwany start zaplanowano na 4 grudnia 1957 roku. Chociaż pociski rakietowe testowano na przylądku Canaveral od lata 1950 roku, 4 grudnia nastąpiła faktycznie publiczna premiera kompleksu nazwanego Poligon Doświadczalny Dalekiego Zasięgu przy Patrick Air Force Base. Stany Zjednoczone ulokowały w nim nadzieję na udowodnienie całemu światu, że nauka i technika „wolnego świata” nie ustępuje tej komunistycznej. Presja społeczna i polityczna była ogromna. Relacja z przylądka Canaveral była transmitowana na żywo w telewizji. Nad przylądkiem przeszedł front atmosferyczny; wiał wiatr z prędkością czterdziestu ośmiu kilometrów na godzinę. Zamarzł zawór w przewodach  z ciekłym tlenem głównego silnika. O godzinie 22:30 czasu lokalnego poinformowano, że zawieszono przygotowania do startu. Jako oficjalny powód przełożenia startu podano silny wiatr. Wyznaczono kolejny termin startu – piątek, 6 grudnia 1957 roku.   
6 grudnia 1957 rakieta wynosząca satelitę rozpoczęła wznoszenie, jednak wskutek utraty siły ciągu w drugiej sekundzie po zapłonie, po osiągnięciu wysokości około 1 metra, spadła z powrotem na platformę i eksplodowała. Automatyczna instalacja gaśnicza zalała platformę startową, która z początku zamieniała się w parę, ale po chwili platforma się ochłodziła, a płomienie zgasły.
Satelita przetrwał eksplozję. Wypadł z dziobowej części rakiety, toczył się po ziemi podskakując i zatrzymał się wreszcie na pokrytym szczątkami rumowisku. Nie przestawał nadawać sygnałów radiowych, dopóki technicy nie otworzyli go i nie wyłączyli nadajnika.
Satelitę można oglądać w jednym z waszyngtońskich muzeów. Eksplozja rakiety wywołała ogólnonarodowe przygnębienie.
Nieudany start spowodował opłakane skutki, firma Martin Company (producent rakiety Vanguard) zawiesiła wszystkie udziały na giełdzie nowojorskiej, a media nadały temu wydarzeniu specyficzne nazwy nawiązujące do radzieckiego satelity Sputnik 1: m.in. Flopnik [Daily Herald (od słów flop – po angielsku „klapa”– i sputnik)], Kaputnik (Daily Express) i Phutnik (Daily Mirror). Niemieckie dzienniki ukuły określenie Spätnik – „Spóźnik”. Francuzi złośliwie proponowali, aby Vanguard zmienił nazwę na Ariergarda. Dziennikarze krajowej i zagranicznej prasy prześcigali się w pomysłach na przezwiska dla satelity. Splatnik, Stallnik, Sputternik, Dudnik, Puffnik, Oopsnik, Goofnik – to nagłówki krajowych i międzynarodowych gazet (od słów splat – klapa, stall – stracić sterowność; sputter – charkot; dud – bubel; puff – dymek; oops – ojej; goof – głupi błąd i sputnik)).  
Technicy, którym powierzono śledztwo, pozbierali kawałki wraku znajdujące się na platformie i wyłowione przez nurków z płytkich wód przybrzeżnych. Niektóre elementy zachowały się w całości – trzeci człon, satelita i zbiornik ciśnieniowy. Z czasem hipotezy dotyczące przyczyn katastrofy skupiły się na wyprodukowanych przez Glenn L. Martin Company zbiornikach paliwa i ich współpracy z silnikiem pierwszego stopnia wykonanym w General Electric. Uznano, że ogień powstał w urządzeniu do wtrysku paliwa w silnik, by następnie wskutek błędu konstrukcyjnego rozprzestrzenić się na cały układ paliwowy. Producent silników odrzucił te interpretacje. Jego zdaniem to robotnicy od Martina obluzowali przewody doprowadzające paliwo, używając ich podczas montażu rakiety jako szczebli drabiny. Ostatecznie ogłoszono, że przyczyna wypadku jest „niemożliwa do ustalenia”, jednak sporny element zwrócono do General Electric z zaleceniem jego przerobienia.  
Test TV 3 zakończył się porażką, ale stojący za nim program Vanguard o budżecie w wysokości stu dziesięciu milionów dolarów był aktywny. Administracja  zainwestowała w Vanguarda zbyt wiele kapitału finansowego jak i politycznego, by odciąć mu dopływ gotówki z powodu jednego nagłośnionego niepowodzenia. NASA zdecydowała, że kolejna próba wystrzelenia pierwszego amerykańskiego satelity będzie bardziej dyskretna. Poza tym program został niezmieniony. W dalszym ciągu cieszył się wyższym statusem niż program Explorer ABMA, a w czwartek 23 stycznia 1958 dostał ostatnią szansę pokonania armii w wyścigu w kosmos. Jednak 26 stycznia 1958 roku start został odwołany. Również kolejna próba  startu satelity w ramach programu Vanguard w dniu 5 lutego 1958 roku zakończył się eksplozją w 57. sekundzie lotu.
Fiasko misji nie zmniejszyło zainteresowania opinii publicznej Stanów Zjednoczonych rakietami. Przeciwnie, gazety i czasopisma nieprzerwanie publikowały materiały o tematyce kosmicznej. Zapanowała moda na budowanie modeli; kupując gotowe lub konstruując je we własnym zakresie. Według danych armii amerykańskiej, w ciągu roku po locie Sputnika 1 powstało ponad 1400 klubów rakietowych.